# Blacourt
Blacourt é uma comuna francesa na região administrativa de Altos da França, no departamento de Oise. Estende-se por uma área de 11,49 km². Em 2010 a comuna tinha 580 habitantes (densidade: 50,5 hab./km²).